# Six degrés de liberté (mécanique)

Les six degrés de liberté : avant/arrière, haut/bas, gauche/droite, lacet, tangage, roulis

Les six degrés de liberté (6DDL, en anglais, Six degrees of freedom ou 6DOF), ou parfois six degrés de mouvement, sont les six degrés mécaniques de liberté de mouvement d'un corps rigide dans un espace tridimensionnel. Plus précisément, le corps est libre de changer de position en translation avant/arrière (cavalement), haut/bas (pilonnement), gauche/droite (embardée) selon trois axes perpendiculaires, combinés à des changements d'orientation par rotation autour de trois axes perpendiculaires, souvent appelés le lacet (axe normal), le tangage (axe transversal) et le roulis (axe longitudinal).
Trois degrés de liberté (3DDL, en anglais, Three degrees of freedom ou 3DOF), un terme souvent utilisé dans le contexte de la réalité virtuelle, fait généralement référence au suivi du mouvement de rotation uniquement : tangage, lacet et roulis,.
| Français      | Français              | anglais          | anglais | allemand        | allemand  |
| ------------- | --------------------- | ---------------- | ------- | --------------- | --------- |
| Avant/Arrière | avance, cavalement    | forward/backward | surge   | vor/zurück      | Schnellen |
| Haut/bas      | ascension pilonnement | up/down          | heave   | herauf/herunter | Tauchen   |
| Gauche/droite | dérive, embardée      | left/right       | sway    | links/rechts    | Schwojen  |
| Tangage       |                       | pitch            |         | nicken          |           |
| Lacet         |                       | yaw              |         | gieren          |           |
| Roulis        |                       | roll             |         | rollen          |           |

## Robotique
Les systèmes de manipulateurs sériel (en) et parallèle sont généralement conçus pour positionner un effecteur terminal (en) avec six degrés de liberté, dont trois en translation et trois en orientation. Cela fournit une relation directe entre les positions des actionneurs et la configuration du manipulateur définie par cinématique directe (en) et inverse.
Les bras des robots sont décrits par leurs degrés de liberté. Il s’agit d’une mesure pratique, contrairement à la définition abstraite des degrés de liberté qui mesure la capacité de positionnement globale d’un système.
En 2007, Dean Kamen, inventeur du Segway, a dévoilé un prototype de bras robotique  à 14 degrés de liberté pour la DARPA. Les robots humanoïde (voir aussi Humanoid robot)  ont généralement 30 degrés de liberté ou plus, avec six degrés de liberté par bras, cinq ou six dans chaque jambe et plusieurs autres dans le torse et le cou.

## Ingénierie
L'expression est importante dans les systèmes mécaniques, en particulier les systèmes biomécaniques, pour analyser et mesurer les propriétés de ces types de systèmes qui doivent prendre en compte les six degrés de liberté. La mesure des six degrés de liberté est aujourd'hui réalisée grâce à des champs magnétiques ou électromagnétiques AC et DC dans des capteurs qui transmettent des données de position et angulaires à une unité de traitement. Les données sont rendues pertinentes grâce à un logiciel qui intègre les données en fonction des besoins et de la programmation des utilisateurs.

Mnémoniques pour mémoriser les noms d'angle en anglais: roulis, tangage, et lacet.

Les six degrés de liberté d'une unité mobile sont divisés en deux classes de mouvement comme décrit ci-dessous.
Enveloppes translationnelles :
1. Avancer et reculer sur l’axe X. (cavalement)
2. Se déplacer à gauche et à droite sur l'axe Y. (embardée)
3. Déplacement de haut en bas sur l'axe Z. (pilonnement)

Enveloppes de rotation :
1. Inclinaison latérale sur l'axe X. (roulis)
2. Inclinaison vers l'avant et vers l'arrière sur l'axe Y. (tangage)
3. Tourner à gauche et à droite sur l'axe Z. (lacet)

Dans le cas d'un casque, comme celui utilisé pour la réalité virtuelle, les enveloppes de rotation peuvent également être envisagées dans les termes suivants :
- Tangage: Hocher la tête (de) "oui"
- Lacet : Secouer la tête (en)  « non »
- Roulis : Branler la tête (en) d’un côté à l’autre

## Types d'enveloppes opérationnelles
Il existe trois types d'enveloppe opérationnelle dans les six degrés de liberté. Ces types sont Direct, Semi-direct (conditionnel) et Non-direct, le tout indépendamment du temps restant pour l'exécution de la manœuvre, de l'énergie restante pour exécuter la manœuvre et enfin, si le mouvement est commandé via une entité biologique (par exemple humain), une entité robotique (par exemple un ordinateur) ou les deux.
1. Type direct : Inclus un degré qui peut être commandé directement sans conditions particulières et décrit comme une opération normale. (Un aileron sur un avion basique)
2. Type semi-direct : Inclus un degré qui peut être commandé lorsque certaines conditions spécifiques sont remplies (Inversion de poussée sur un avion)
3. Type non direct : Inclus un degré lorsqu'il est obtenu via l'interaction avec son environnement et ne peut être commandé. (Mouvement de tangage d'un navire en mer)

Le type transitionnel existe également dans certains véhicules. Par exemple, lorsque la navette spatiale opérait en orbite terrestre basse, l'engin était décrit comme étant à six degrés entièrement directs car dans le vide de l'espace, ses six degrés pouvaient être commandés via des roues de réaction et des propulseurs RCS. Cependant, lorsque la navette spatiale descendait dans l'atmosphère terrestre pour son retour, les six degrés entièrement directs n'étaient plus applicables car elle planait dans les airs à l'aide de ses ailes et de ses gouvernes.

## Contrôleurs de jeu
Six degrés de liberté fait également référence au mouvement dans le jeu vidéo.
Les jeux de tir à la première personne (First-person shooter, FPS) offrent généralement cinq degrés de liberté : avant/arrière, glisser vers la gauche/droite, haut/bas (sauter/accroupir/s'allonger), lacet (tourner à gauche/droite) et tangage (regarder vers le haut/bas). ). Si le jeu permet un contrôle penché, alors certains le considèrent comme un sixième DDL; cependant, cela peut ne pas être tout à fait exact, car une inclinaison est une rotation partielle limitée.
Le terme 6DDL a parfois été utilisé pour décrire des jeux qui permettent la liberté de mouvement, mais ne répondent pas nécessairement à tous les critères 6DDL. Par exemple, Dead Space 2, et dans une moindre mesure, Homeworld et Zone Of The Enders permettent la liberté de mouvement.
Quelques exemples de véritables jeux 6DDL, qui permettent un contrôle indépendant des trois axes de mouvement et des trois axes de rotation, incluent Elite Dangerous, Shattered Horizon, la franchise Descent, la franchise Everspace, Retrovirus, Miner Wars, Space Engineers, Forsaken et Overload (en)  (des mêmes créateurs que Descent). Le MMO spatial Vendetta Online (en) propose également 6 degrés de liberté.
Des périphériques matériels de suivi de mouvement tels que TrackIR (en) et des applications logicielles telles que Eyeware Beam sont utilisés pour le suivi de tête 6DDL. Cet appareil trouve souvent sa place dans les simulateurs de vol et autres simulateurs de véhicules qui nécessitent de regarder autour du cockpit pour localiser les ennemis ou simplement éviter les accidents en jeu.
L'acronyme 3DDL, signifiant mouvement dans les trois dimensions mais pas rotation, est parfois rencontré.
Le Razer Hydra (en), un contrôleur de mouvement pour PC, suit la position et la rotation de deux nunchucks filaires, offrant six degrés de liberté sur chaque main.
Le SpaceOrb 360 (en) est un périphérique d'entrée informatique 6DDL sorti en 1996, fabriqué et vendu à l'origine par la société SpaceTec IMC (achetée d'abord par Labtec, elle-même rachetée plus tard par Logitech). Ils proposent désormais la gamme 3Dconnexion (en) de contrôleurs 6DDL, ciblant principalement l'industrie CAO professionnelle.
Les contrôleurs vendus avec le HTC VIVE fournissent des informations 6DDL par le phare, qui adopte la technologie Time of Flight (TOF) pour déterminer la position des contrôleurs.